# 云南兔儿风
云南兔儿风（学名：Ainsliaea yunnanensis）为菊科兔儿风属的植物，为中国的特有植物。分布于中国大陆的贵州、云南等地，生长于海拔1,700米至2,700米的地区，多生于林下、林缘和山坡草地，目前尚未由人工引种栽培。

## 异名
- Ainsliaea latifolia (D. Don) Sch.-Bip. var. leiophylla (Franch.) C. Y. Wu